# Modalité (linguistique et logique)
Pour le concept de modalité en dialectologie, voir Variété (linguistique).
Pour les articles homonymes, voir Modalité.
 (novembre 2019).
Si vous disposez d'ouvrages ou d'articles de référence ou si vous connaissez des sites web de qualité traitant du thème abordé ici, merci de compléter l'article en donnant les références utiles à sa vérifiabilité et en les liant à la section « Notes et références ».
En linguistique, la modalité est un concept logique défini par l’« expression de l’attitude du locuteur par rapport au contenu propositionnel de son énoncé ». La modalité modifie un fait énoncé par une proposition en le présentant comme nécessaire, possible ou vrai de fait. Il est nécessaire que Paul vienne est par exemple la proposition Paul vient modifiée par le concept de nécessité. La catégorie de modalité joue un rôle en logique et ce tout particulièrement dans le cadre des logiques modales. Elle est également fondamentale en linguistique, qui prend en compte les divers moyens de l’exprimer.

## La modalité en logique
La logique formelle développée par Frege et Russell ne prenait en compte que les énoncés qui sont des propositions privées de toute indication de mode. Clarence Irving Lewis et C.H. Langford, formalisant des concepts élaborés par Leibniz, se distinguent de leurs prédécesseurs immédiats, en fondant en 1932 dans Symbolic logic une logique enrichie des foncteurs de nécessité et de possibilité. Cette logique est donc capable de formaliser des énoncés comme : Il est possible que Marie vienne ou comme Paul doit venir. Ce n’est qu’avec Saul Aaron Kripke qu’on commença à développer une sémantique formelle pour ces nouveaux systèmes, fondée sur le concept de monde possible. Les développements de la logique modale sont à l’origine de la logique déontique, de la logique de l’action, ainsi que de la logique temporelle, de la logique épistémique, de la logique de la connaissance commune et de la logique dynamique.

## La modalité en linguistique
La linguistique s’intéresse au problème de la modalité à deux niveaux. D’abord elle analyse le concept de modalité de manière générale et cherche à préciser ce que ce terme recouvre. Elle étudie en outre les phénomènes et les marqueurs de modalisation dans les différents langages particuliers. Elle rejoint ainsi dans une certaine mesure la grammaire traditionnelle qui distingue par exemple en français le mode indicatif (mode de la réalité) du conditionnel (mode de l’irréel) ou encore qui mentionne, outre les adverbes de temps, de lieu, de manière, etc., une catégorie d’adverbes d’« opinion » (comme « certainement » ou « peut-être »), appelés dans certaines grammaires des « modalisateurs ».
Si la notion de modalité en linguistique, définie comme « l’expression de l’attitude du locuteur par rapport au contenu propositionnel de son énoncé », semble s’opposer assez clairement à celles de temporalité et d’aspect, ses frontières restent controversées. Outre les modalités aléthiques, déontiques, épistémiques et appréciatives, certains suggèrent des modalités intersubjectives (ordre, conseil, reproche…), bouliques (volonté), implicatives (condition, conséquence…) ou même temporelles ; ou encore incluent la négation dans cette catégorie.
Ces recherches sont inséparables de la pragmatique linguistique, car la modalité est déterminée par le locuteur et donc par le contexte d’énonciation.

### Différents types de modalité
- valeur aléthique (de aletheia « vérité ») – Le sujet se prononce sur la valeur de vérité logique, c’est-à-dire sur le caractère possible/impossible, nécessaire/contingent, etc. du contenu propositionnel. 
  - Cela peut faire mal ;

Souvent, les énoncés dont la valeur est "nécessaire" sont d’ordre scientifique, exprimant des données indiscutables (chiffres, vérités générales, lois physiques, etc.), par exemple :
- - L’eau bout à cent degrés ;
  - Tous les hommes sont mortels ;
- valeur épistémique – L’énonciateur considère les chances de réalisation de la relation prédicative. Exemples :
  - Il doit être en retard ;
  - Il peut arriver aujourd’hui ;
- valeur déontique – L’énonciateur apprécie la relation prédicative, positivement ou négativement, en fonction de règles préétablies, d’un code déontologique :
  - Vous ne pouvez pas quitter votre femme (question morale mais pas interdiction formelle) ;
  - Vous devez vous garer sur les places prévues à cet effet ;
- valeur radicale ou intersubjective, qui porte sur les relations entre sujets. L’énonciateur ordonne, autorise, etc. :
  - Vous pouvez partir (permission) ;
  - Vous devez être ici avant huit heures (obligation).

## Expression de la modalité
La modalité est exprimée par des moyens grammaticaux (morphologiques et syntaxiques), lexicaux et prosodiques, un seul de ceux-ci ou plusieurs à la fois.

### Modes verbaux
L’un des moyens grammaticaux est morphologique. C’est le mode personnel du verbe. Il implique l’appréciation du procès exprimé par le verbe comme réel, certain, possible, réalisable, souhaité, incertain, irréel, etc. De ce point de vue, les modes sont en opposition entre eux. L’opposition de base est entre l’appréciation du procès comme réel, certain, d’un côté, et possible, virtuel, de l’autre. La première attitude est exprimée dans certaines langues, comme le français, par le mode indicatif, et l’autre – par les autres modes, qui expriment le procès possible dans diverses hypostases : réalisable, possible à proprement parler (le subjonctif) ; conditionné, possible si une condition est remplie (le sens de base du conditionnel) ; possible mais pour le moment seulement souhaité (le sens optatif du conditionnel) ; possible, mais pour le moment seulement supposé (le sens hypothétique du conditionnel) ; possible mais pour le moment seulement demandé (l’impératif). Une langue donnée peut avoir des modes spécialisés dans des nuances de modalité exprimées par un seul mode dans une autre langue donnée. Le roumain, par exemple, a un mode appelé « présomptif », qui exprime la possibilité hypothétique, ex. S-o fi gândind că noi am plecat deja « Il/Elle pense, peut-être, que nous sommes déjà parti(e)s ».
Cependant, tel ou tel mode est typique pour exprimer telle ou telle modalité, mais non pas exclusif. En réalité, les formes modales peuvent en exprimer plusieurs. Par exemple, l’indicatif peut exprimer non seulement le procès réel, mais aussi le procès demandée, c’est-à-dire l’ordre, ex. Pour demain vous ferez l’exercice no 5 page 12.
Exemples d’emploi typique des modes en français :
- indicatif : Nous mangeons[5] ;
- subjonctif : Je veux qu’il réussisse[5] ;
- conditionnel :
  - procès conditionné : Nous verrions nos amis Legrand plus souvent s’ils habitaient à Paris[6] ;
  - procès souhaité : Félix et Béatrice aimeraient avoir un deuxième enfant[7] ;
  - procès hypothétique : L’avion s’est écrasé à l’atterrissage ; il y aurait une trentaine de morts[7] ;
- impératif : Mange[5].

### Périphrases
Certaines périphrases sont des moyens syntaxiques d’expression de la modalité. Par exemple, en anglais, le caractère obligatoire d’une action peut être exprimé par une périphrase avec le verbe have « avoir » : I have to work « Il faut que je travaille ».

### Verbes modaux
Certains verbes expriment la modalité par leur sens lexical même, étant employés comme verbes régissant des propositions subordonnées qui expriment le procès concret dont on indique la modalité : Je crois que…, Je crains que…, Je me réjouis de ce que….
Un moyen entre lexical et grammatical est ce qu’on appelle « verbe modal », appelé aussi auxiliaire ou semi-auxiliaire de modalité, qui exprime celle-ci par son contenu lexical d’origine ou acquis dans le contexte. Le degré de grammaticalisation des verbes de ce genre est différent, c’est pourquoi il existe des opinions divergentes dans diverses grammaires de diverses langues quant à considérer tel ou tel verbe comme modal. Le verbe (en) have « avoir », par exemple, est vu comme similaire aux verbes modaux, étant aussi employé indépendamment,. Dans les grammaires de l’anglais on considère comme modaux proprement-dits ceux qui ont la désinence zéro à toutes les personnes et sont utilisés sans la particule to devant les verbes auxquels ils sont associés. Exemples :
(fr) Nous avons failli réussir ;
(en) We may have problems « Nous pourrions/risquons d’avoir des problèmes » ;
(ro) Am a scrie / de scris « Je dois écrire » ;
(sr) Ja ovde mogu studirati / da studiram « Ici je peux étudier » ;
(hu) El tudod ezt nekem intézni? « Tu peux m’obtenir ça ».

### Modalisateurs
Les modalisateurs sont des moyens lexicaux d’expression de la modalité. Il s’agit de toute une classe de mots et de locutions d’une catégorie considérée dans les grammaires traditionnelles comme faisant partie des adverbes, mais qui n’ont pas de fonction syntaxique, c’est-à-dire qu’ils n’expriment pas des compléments, ayant seulement un rôle modalisateur. Dans certaines grammaires, comme celles du hongrois, ils constituent une partie du discours à part. Ces éléments peuvent être des adverbes proprement-dits à l’origine, ne devenant donc des modalisateurs que dans certains contextes, par conversion. Exemples :
(fr) Heureusement, il n’a pas plu à la cérémonie ;
(en) He’s probably been sick for a long time « Il a sans doute été malade pendant longtemps » ;
(la) Paene in foveam decidi, ni hic adesses « Je serais presque tombé(e) dans le trou si tu n’avais pas été là » ;
(ro) Poate Dan a greșit ieri « Dan a peut-être mal fait hier » ;
(de) Ich kann leider nicht kommen « Malheureusement, je ne peux pas venir » ;
(sr) Ukratko, cilj je postignut « Bref, le but a été atteint » ;
(hu) Géza biztosan betalált a belső körbe « Géza a sûrement atteint le cercle intérieur (de la cible) ».
Certains auteurs distinguent parmi de tels adverbes, qu’ils appellent « de commentaire », ceux portant sur :
- l’énonciation : Heureusement, il est bien rentré (jugement du locuteur sur le prédicat d’énoncé « il est bien rentré », qu’on peut gloser en : « il est bien rentré et j’en suis heureux ») ;
- l’énoncé : Franchement, ce n’est pas une réussite (commentaire du locuteur sur l’ensemble du prédicat d’énonciation, à gloser en : « je vais vous dire franchement ce que je pense : ce n’est pas une réussite »).

### Particules modales
Une autre catégorie de mots qui expriment des modalités sont ce qu’on appelle « particules modales ». Dans certaines grammaires, elles apparaissent comme une sous-classe des particules et y incluent le modalisateur tel que présenté ci-dessus, la particule étant considérée comme une partie du discours à part, par exemple dans les grammaires du BCMS. D’autres auteurs excluent le modalisateur de la classe des particules sur la base de l’argument que le modalisateur peut être un mot-phrase et, comme tel, répondre à une question totale, alors que la particule n’a pas ces possibilités. Ces auteurs délimitent dans la classe des particules la sous-classe des particules modales. Celles-ci proviennent par conversion d’adverbes, de conjonctions ou de verbes. Il y a aussi des particules modales qui n’ont pas de correspondants dans une autre classe. Telle est, en BCMS, la particule interrogative li, héritée du proto-slave.
Pour des modalités de base on utilise des particules comme dans les exemples ci-dessous :
- interrogatives :

(sr) Dolaziš li sutra? « Viens-tu demain ? » ;
(hu) Akkor holnap találkozunk, ugye? « Alors on se voit demain, n’est-ce pas? » ;
- négatives : (de) Ich habe ihn nicht gesehen « Je ne l’ai pas vu »[30] ;
- exclamatives : (sr) Ala smo se lepo proveli! « Comme on a bien passé le temps ! »[31] ;
- impératives : (cnr) Oni neka dođu! « Qu’ils viennent, eux ! »[32].

Exemples pour d’autres nuances modales :
(fr) Taisez-vous donc à la fin ! ;
(de) Die werden aber staunen! « Qu’est-ce qu’ils vont s’étonner, ceux-là ! » ;
(hu) Lám! Ki hitte volna? « Tiens ! Qui l’aurait cru ! ».

### Propositions incises
Les modalités peuvent également être exprimées par certaines propositions incises, de la même façon que par les modalisateurs. Exemples :
(fr) Soit dit entre nous, il n’est guère consciencieux dans son travail ;
(en) As you know, things are difficult just now « Comme tu sais / vous savez, c’est difficile en ce moment » ;
(ro) Am venit, dacă vrei să mă crezi, din întâmplare « Je suis venu(e), si tu veux bien me croire, par hasard » ;
(hu) Bözsi, úgy vélem, meggyógyult « Bözsi est guérie, je pense » ;
(sr) Stadion — to je sada jasno — neće biti završen na vreme « Le stade – c’est clair maintenant – ne sera pas fini à temps ».

### L’intonation
L’intonation associée à l’accentuation est elle aussi un moyen d’exprimer la modalité, d’ordinaire combiné avec d’autres moyens. Elle a pour rôle essentiel de distinguer entre les phrases énonciative, interrogative et impérative, étant parfois le seul moyen qui exprime ces modalités. La phrase Tu viendras avec moi, par exemple, peut être prononcée avec trois intonations différentes, rendues à l’écrit par trois points différents : point, point d’interrogation et point d’exclamation, respectivement.
L’intonation sert aussi à exprimer des nuances d’ordre pragmatique, comme toutes sortes de sentiments (colère, indignation, joie, surprise, déception, etc.) et des intentions communicatives (demande, menace, encouragement, etc.). Par exemple, une phrase impérative comme Viens avec moi peut être nuancée par l’intonation pour exprimer un ordre neutre, une recommandation, une demande ou une menace. De même, une phrase interrogative comme Tu n’as pas acheté de chocolat ? peut exprimer, en fonction de son intonation, une question neutre, l’étonnement ou la déception.

## Sources bibliographiques
- (ro) Avram, Mioara, Gramatica pentru toți [« Grammaire pour tous »], Bucarest, Humanitas, 1997 (ISBN 973-28-0769-5)
- (hu) Bárczi, Géza et Országh, László (dir.), A magyar nyelv értelmező szótára [« Dictionnaire de la langue hongroise »] (ÉrtSz), Budapest, Akadémiai kiadó, 1959-1962 (lire en ligne)
- (ro) Bărbuță, Ion et al., Gramatica uzuală a limbii române [« Grammaire usuelle du roumain »], Chișinău, Litera, 2000 (ISBN 9975-74-295-5, lire en ligne)
- (en) Bussmann, Hadumod (dir.), Dictionary of Language and Linguistics [« Dictionnaire de la langue et de la linguistique »], Londres – New York, Routledge, 1998 (ISBN 0-203-98005-0, lire en ligne [PDF])
- (cnr) Čirgić, Adnan, Pranjković, Ivo et Silić, Josip, Gramatika crnogorskoga jezika [« Grammaire du monténégrin »], Podgorica, Ministère de l’Enseignement et des Sciences du Monténégro, 2010 (ISBN 978-9940-9052-6-2, lire en ligne [PDF])
- (en) Cojocaru, Dana, Romanian Grammar [« Grammaire roumaine »], SEELRC, 2003 (lire en ligne [PDF])
- (ro) Constantinescu-Dobridor, Gheorghe, Dicționar de termeni lingvistici [« Dictionnaire de termes linguistiques »] (DTL), Bucarest, Teora, 1998 (sur Dexonline.ro)
- (hu) Cs. Nagy, Lajos, « Mondattan », dans A. Jászó, Anna (dir.), A magyar nyelv könyve [« Le livre de la langue hongroise »], Budapest, Trezor, 2007, 8e éd. (ISBN 978-963-8144-19-5, lire en ligne), p. 321-344
- Delatour, Yvonne et al., Nouvelle grammaire du français, Paris, Hachette, 2004 (ISBN 2-01-155271-0, lire en ligne)
- (de) « Deutsche Wörterbücher und Grammatik » [« Dictionnaires et grammaire allemands »] (consulté le 24 mai 2020)
- Dubois, Jean et al., Dictionnaire de linguistique, Paris, Larousse-Bordas/VUEF, 2002
- Dubois, Jean, « Énoncé et énonciation », Langages, vol. 4, no 13,‎ 1969, p. 100-110 (DOI 10.3406/lgge.1969.2511, lire en ligne, consulté le 24 mai 2020)
- (en) Eastwood, John, Oxford Guide to English Grammar [« Guide Oxford de la grammaire anglaise »], Oxford, Oxford University Press, 1994 (ISBN 0-19-431351-4, lire en ligne [PDF])
- Fónagy, M., Dynamique et changement, Louvain / Paris, Peeters, 2006 (ISBN 978-90-429-1572-5, lire en ligne)
- Grevisse, Maurice et Goosse, André, Le bon usage, Bruxelles, De Boeck Université, 2007, 14e éd. (ISBN 978-2-8011-1404-9)
- (hr) « Hrvatski jezični portal » [« Portail linguistique croate »] (consulté le 24 mai 2020)
- Kalmbach, Jean-Michel, Phonétique et prononciation du français pour apprenants finnophones (version 1.1.9.), Jyväskylä (Finlande), Université de Jyväskylä, 2013 (ISBN 978-951-39-4424-7, lire en ligne)
- (sr) Klajn, Ivan, Gramatika srpskog jezika [« Grammaire de la langue serbe »], Belgrade, Zavod za udžbenike i nastavna sredstva, 2005 (ISBN 86-17-13188-8, lire en ligne [PDF])
- (hu) Kugler, Nóra, « A partikula » [« La particule »], Magyar Nyelvőr, vol. 122, no 2,‎ 1998, p. 214-219 (lire en ligne, consulté le 24 mai 2020)
- (hu) Kugler, Nóra, « Próbák és szempontok a módosítószók elhatárolásához » [« Tests et points de vue pour délimiter les modalisateurs »], Magyar Nyelvőr, vol. 125, no 2,‎ 2001, p. 233-241 (lire en ligne [PDF], consulté le 24 mai 2020)
- (hu) Lengyel, Klára, « A segédigék kérdéséhez » [« Contributions à la question des verbes auxiliaires »], Magyar Nyelvőr, vol. 123, no 1,‎ 1999, p. 116-128 (lire en ligne, consulté le 24 mai 2020)
- Le Querler, Nicole, Typologie des modalités, Caen, Presses universitaires de Caen, 1996 (ISBN 978-2841330546)
- Mauger, Gaston, Grammaire pratique du français d’aujourd’hui, Paris, Hachette, 1971, 4e éd.
- (ro) Moldovan, Valentin et Radan, Milja N., Gramatika srpskog jezika. Morfologija. Gramatica limbii sârbe [« Grammaire du serbe. Morphologie »], Timișoara (Roumanie), Sedona, 1996 (ISBN 973-97457-4-1)
- Molinier, Christian et Levrier, Françoise, Grammaire des adverbes, Genève / Paris, Librairie Droz, 2000 (ISBN 2-600-00416-5, lire en ligne)
- (en) Möllering, Martina, « Teaching german modal particles: a corpus-based approach » [« Enseignement des particules modales allemandes. Approche basée sur des corpus »], Language Learning & Technology, vol. 5, no 3,‎ 2001, p. 130-151 (ISSN 1094-3501, lire en ligne [PDF], consulté le 24 mai 2020)
- (hu) Péteri, Attila, « Az árnyaló partikulák elhatárolásának problémája a magyar nyelvben » [« La question de la délimitation des particules de nuance en hongrois »], Magyar Nyelvőr, vol. 125, no 1,‎ 2001, p. 94-102 (lire en ligne, consulté le 24 mai 2020)
- (ro) Popescu, Mihaela, « Observații privind complexitatea distincției dintre potențial și ireal în limba latină » [« Remarques concernant la complexité de la distinction entre potentiel et réel en latin »], Analele Universității din Craiova, Craiova (Roumanie), Universitaria, Științe filologice, Limbi și literaturi clasice, vol. 1, nos 1-2,‎ 2004, p. 170-178 (lire en ligne [PDF], consulté le 24 mai 2020)
- Rioul, René et Monneret, Philippe, Questions de syntaxe française, Paris, PUF, 1999 (ISBN 978-2-13-049779-0)
- (ro) Zafiu, Rodica, « Observații asupra originii și a evoluției adverbului modal „poate” », dans Sala, Marius (dir.), Studii de gramatică și de formare a cuvintelor [« Études de grammaire et de formation des mots »], Bucarest, Editura Academiei Române, 2006, 478-490 p. (lire en ligne [PDF])